# Dasychira obliqua (Collenette)
Dasychira obliqua is een vlinder uit de familie spinneruilen (Erebidae), onderfamilie donsvlinders (Lymantriinae). De wetenschappelijke naam van deze soort is voor het eerst gepubliceerd in 1936 door Collenette. De soort Dasychira obliqua Bethune-Baker draagt echter dezelfde naam, waardoor er hernoeming zal moeten plaatsvinden.
De soort komt voor in tropisch Afrika.